# Saulcet
Saulcet est une commune française, située dans le département de l'Allier en région Auvergne-Rhône-Alpes.

## Géographie

### Localisation
Saulcet est située au centre du département de l'Allier, à 27,5 km au sud de la préfecture Moulins et à 2,6 km au nord-ouest de Saint-Pourçain-sur-Sioule.
Le redécoupage des cantons du département de l'Allier n'a pas affecté la commune, qui reste dans le canton de Saint-Pourçain-sur-Sioule.
Saulcet est limitrophe avec cinq communes :
| Verneuil-en-Bourbonnais |         | Contigny                  |
| Bransat                 | Saulcet |                           |
| Louchy-Montfand         |         | Saint-Pourçain-sur-Sioule |

### Voies de communication et transports
Le territoire communal est traversé par les routes départementales 1 reliant Saint-Pourçain-sur-Sioule au Montet, 115 (axe nord-est – sud-ouest de Contigny à Louchy-Montfand) et 415 (axe nord-ouest – sud-est de Verneuil-en-Bourbonnais à Saint-Pourçain-sur-Sioule).

### Climat
Pour des articles plus généraux, voir Climat d'Auvergne-Rhône-Alpes et Climat de l'Allier.
En 2010, le climat de la commune est de type climat océanique dégradé des plaines du Centre et du Nord, selon une étude du CNRS s'appuyant sur une série de données couvrant la période 1971-2000. En 2020, Météo-France publie une typologie des climats de la France métropolitaine dans laquelle la commune est dans une zone de transition entre le climat océanique altéré et le climat de montagne ou de marges de montagne et est dans la région climatique Centre et contreforts nord du Massif Central, caractérisée par un air sec en été et un bon ensoleillement.
Pour la période 1971-2000, la température annuelle moyenne est de 11,3 °C, avec une amplitude thermique annuelle de 16,4 °C. Le cumul annuel moyen de précipitations est de 712 mm, avec 10,2 jours de précipitations en janvier et 7,3 jours en juillet. Pour la période 1991-2020, la température moyenne annuelle observée sur la station météorologique de Météo-France la plus proche, sur la commune de Louchy-Montfand à 2 km à vol d'oiseau, est de 11,9 °C et le cumul annuel moyen de précipitations est de 740,6 mm,. Pour l'avenir, les paramètres climatiques de la commune estimés pour 2050 selon différents scénarios d'émission de gaz à effet de serre sont consultables sur un site dédié publié par Météo-France en novembre 2022.

## Urbanisme

### Typologie
Au 1er janvier 2024, Saulcet est catégorisée commune rurale à habitat dispersé, selon la nouvelle grille communale de densité à 7 niveaux définie par l'Insee en 2022.
Elle est située hors unité urbaine. Par ailleurs la commune fait partie de l'aire d'attraction de Saint-Pourçain-sur-Sioule, dont elle est une commune de la couronne,. Cette aire, qui regroupe 14 communes, est catégorisée dans les aires de moins de 50 000 habitants,.

### Occupation des sols

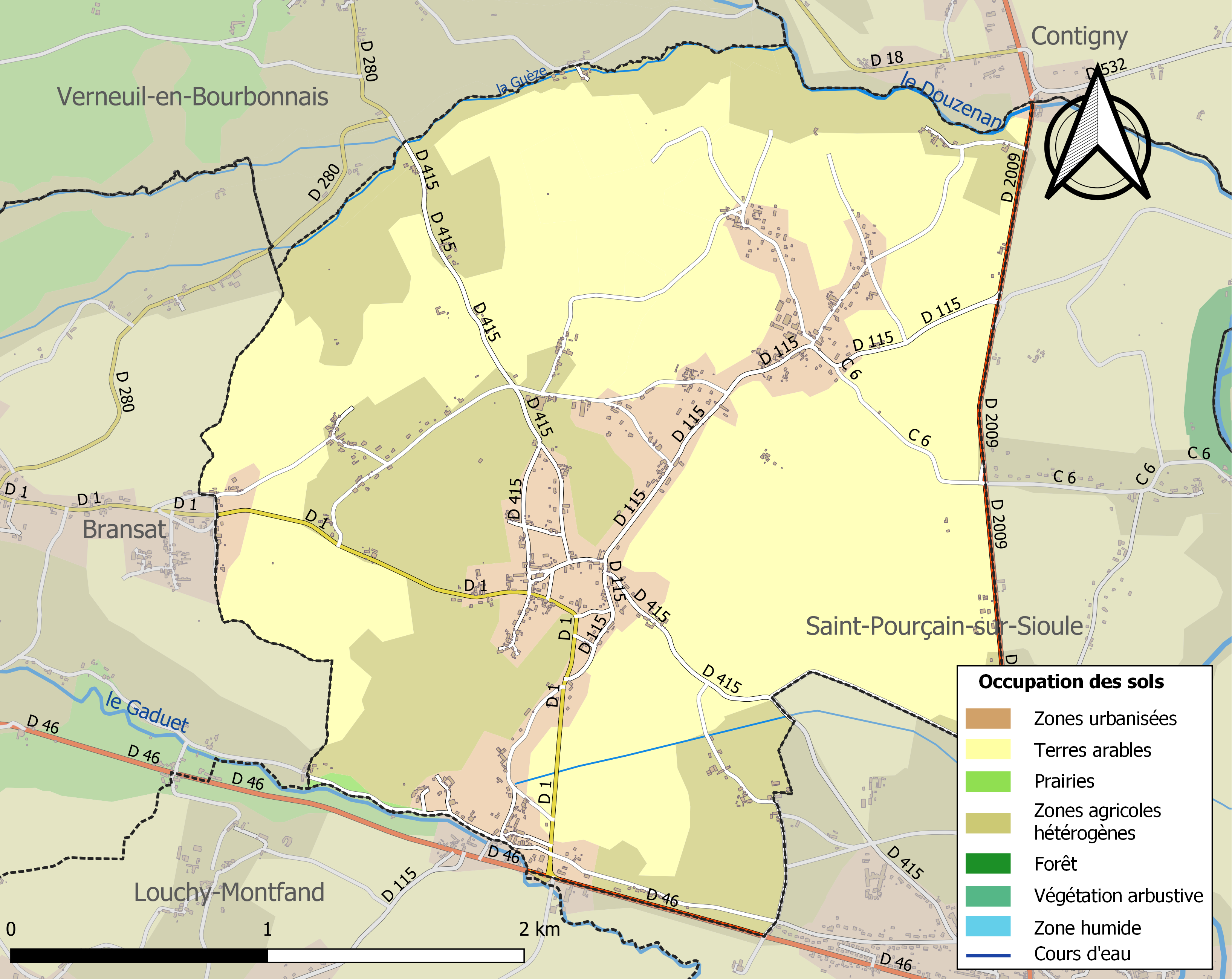
Carte des infrastructures et de l'occupation des sols de la commune en 2018 (CLC).

L'occupation des sols de la commune, telle qu'elle ressort de la base de données européenne d’occupation biophysique des sols Corine Land Cover (CLC), est marquée par l'importance des territoires agricoles (86,5 % en 2018), en diminution par rapport à 1990 (96,2 %). La répartition détaillée en 2018 est la suivante : 
terres arables (50,4 %), zones agricoles hétérogènes (28,7 %), zones urbanisées (13,5 %), cultures permanentes (7 %), prairies (0,4 %).
L'IGN met par ailleurs à disposition un outil en ligne permettant de comparer l’évolution dans le temps de l’occupation des sols de la commune (ou de territoires à des échelles différentes). Plusieurs époques sont accessibles sous forme de cartes ou photos aériennes : la carte de Cassini (XVIIIe siècle), la carte d'état-major (1820-1866) et la période actuelle (1950 à aujourd'hui).

## Toponymie
Saulcet vient du latin Salicetum qui signifie « saule ».

## Histoire
Saulcet apparaît très tardivement dans les sources avec la fondation d’un couvent de bénédictines en 1651 à Verneuil. Partagé au Moyen Âge entre deux gouvernements, Auvergne et Bourbonnais, la paroisse compte, en 1569, 194 feux selon les estimations de Nicolay. Saulcet est situé sur d'anciennes terres à vignes depuis au moins le XIe siècle, sur des coteaux exposés au sud-est, bien protégés du vent. On y a longtemps exploité des carrières de pierres à chaux, dont il reste quelques vestiges dans les ronces et les taillis. Aujourd'hui, la production est toujours axée sur la vigne et le vin, en AOC saint-pourçain, dont le village accueille la majorité des viticulteurs, mais aussi sur les céréales et l'élevage.

## Politique et administration

### Découpage territorial
Par arrêté préfectoral du 2 janvier 2024, la commune est retirée le 1er janvier 2024 de l'arrondissement de Moulins et rattachée à l'arrondissement de Vichy.

### Liste des maires
| Période                                  | Période   | Identité           | Étiquette | Qualité                                              |
| ---------------------------------------- | --------- | ------------------ | --------- | ---------------------------------------------------- |
| Les données manquantes sont à compléter. |           |                    |           |                                                      |
| mars 2001                                | mars 2014 | Bernard Gaudon     |           |                                                      |
| mars 2014                                | mai 2020  | Martine Labussière |           | Employée (secteur privé)                             |
| mai 2020                                 | En cours  | Carole Koller      |           | Employée de commerce (assistante de station-service) |

## Population et société

### Démographie
L'évolution du nombre d'habitants est connue à travers les recensements de la population effectués dans la commune depuis 1793. Pour les communes de moins de 10 000 habitants, une enquête de recensement portant sur toute la population est réalisée tous les cinq ans, les populations de référence des années intermédiaires étant quant à elles estimées par interpolation ou extrapolation. Pour la commune, le premier recensement exhaustif entrant dans le cadre du nouveau dispositif a été réalisé en 2004.

En 2022, la commune comptait 651 habitants, en évolution de −8,57 % par rapport à 2016 (Allier : −1,38 %, France hors Mayotte : +2,11 %).
| 1793 | 1800 | 1806 | 1821 | 1831 | 1836  | 1841  | 1846  | 1851 |
| ---- | ---- | ---- | ---- | ---- | ----- | ----- | ----- | ---- |
| 943  | 934  | 906  | 970  | 978  | 1 024 | 1 005 | 1 000 | 993  |

| 1856 | 1861 | 1866 | 1872 | 1876 | 1881 | 1886 | 1891 | 1896 |
| ---- | ---- | ---- | ---- | ---- | ---- | ---- | ---- | ---- |
| 980  | 956  | 959  | 890  | 843  | 829  | 881  | 764  | 819  |

| 1901 | 1906 | 1911 | 1921 | 1926 | 1931 | 1936 | 1946 | 1954 |
| ---- | ---- | ---- | ---- | ---- | ---- | ---- | ---- | ---- |
| 825  | 827  | 757  | 656  | 626  | 605  | 617  | 579  | 555  |

| 1962 | 1968 | 1975 | 1982 | 1990 | 1999 | 2004 | 2006 | 2009 |
| ---- | ---- | ---- | ---- | ---- | ---- | ---- | ---- | ---- |
| 570  | 536  | 519  | 577  | 589  | 608  | 622  | 653  | 650  |

| 2014 | 2019 | 2022 | - | - | - | - | - | - |
| ---- | ---- | ---- | - | - | - | - | - | - |
| 700  | 664  | 651  | - | - | - | - | - | - |

### Enseignement
Saulcet dépend de l'académie de Clermont-Ferrand. Elle gère une école élémentaire publique.
Hors dérogation à la carte scolaire, les collégiens se rendent à Saint-Pourçain-sur-Sioule, tout comme les lycéens.

## Culture locale et patrimoine

### Lieux et monuments
- L'église romane Saint-Julien, du XIIe siècle, qui offre une représentation murale du Dit des trois morts et des trois vifs : trois jeunes gentilshommes sont interpellés dans un cimetière par trois morts, qui leur rappellent la brièveté de la vie et l'importance du salut de leur âme. L'église conserve un superbe clocher, surmonté d'une haute flèche octogonale en pierre typiquement bourbonnaise que l'on retrouve notamment au Theil, à Laféline, etc. L'édifice et les peintures sont classés Monuments historiques. L'église Saint-Julien se trouve sur la route des églises peintes en Bourbonnais[29].

### Personnalités liées à la commune
- Louis Neillot (1898-1973), peintre fauve, inhumé au cimetière de la commune. À partir de 1958, il passait plusieurs mois par an dans sa maison du Verger, à Saulcet. Une rue du village porte son nom.